# Young Hearts (téléfilm)
Pour les articles homonymes, voir Young Hearts.
Pour plus de détails, voir Fiche technique et Distribution.
Young Hearts est un téléfilm américain réalisé par Tony Mordente et diffusé en 1984. 

## Fiche technique
- Titre original : Young Hearts
- Titre français :
- Réalisation : Tony Mordente
- Scénario : Jeff Franklin
- Photographie :
- Montage :
- Musique :
- Pays d'origine : États-Unis
- Langue originale : anglais
- Format : couleur
- Genre :
- Durée :
- Dates de sortie :
  - États-Unis : 1984

## Distribution
- Jeffrey Rogers : Doug Fettis
- Anne Marie Howard : Karen Fettis
- Jerry Supiran : Larry Fettis
- Patricia Harty : Wendy Fettis
- Michael Callan : Carl Fettis
- Michelle Downey : Kate
- Anthony Holland : Bernie
- Charles Zucker : Eddie
- Michael Zorek : Beef
- Janeen Damian : Jeanie Grousley (comme Janeen Best)
- Michael Dudikoff : Keith